# Un tueur dans la ville
Pour plus de détails, voir Fiche technique et Distribution.
Un tueur dans la ville (The Clairvoyant) est un film américain réalisé par Armand Mastroianni, sorti en 1982. Le film n'a jamais été exploité en salles aux États-Unis.

## Synopsis
Depuis qu'un violent psychopathe rode dans les rues de New York et multiplie les homicides, le détective Larry Weeks et l'animateur télé Paul McCormack ont décidé d'unir leurs efforts pour identifier le mystérieux "tueur aux menottes". Rien ne semble inquiéter l'assassin si ce n'est Virna Nightbourne, une jeune artiste étrange dotée d'un don très particulier. Une forme de vision de l'avenir qui lui permet de prévoir les actes du tueur et de reproduire le visage de ses futures victimes. Mais à en croire ses dernières prédictions, son incroyable don risque de lui coûter cher.

## Fiche technique
- Titre original : The Clairvoyant (jamais utilisé en exploitation)
- Autre titre : The Killing Hour (titre pour la sortie américaine)
- Titre français : Un tueur dans la ville
- Réalisation : Armand Mastroianni
- Scénario : B. Jonathan Ringkamp
- Musique : Alexander Peskanov
- Photographie : Larry Pizer
- Montage : David E. McKenna
- Production : Robert Di Milla & Edgar Lansbury
- Sociétés de production : Lansbury/Beruh Productions & Hour
- Société de distribution : Jensen Farley Pictures
- Pays :  États-Unis
- Langue : Anglais
- Format : Couleur - Mono - 35 mm - 1.85:1
- Genre : Policier, thriller
- Durée : 93 min
- Dates de sortie :
  - France : 24 octobre 1982
  - États-Unis : 1985 (en vidéo seulement)

## Distribution
- Perry King : Paul McCormack
- Norman Parker : L'inspecteur Larry Weeks
- Elizabeth Kemp : Virna Nightbourne
- Kenneth McMillan : Cullum
- Jon Polito : L'inspecteur Sporaco
- Joe Morton : L'inspecteur Rich
- Barbara Quinn : Muriel
- Thomas DeCarlo : Teddy Gallagher
- Robert Kerman : le médecin légiste
- Antonia Rey : la femme hispanique